# Plac Umajjadów w Damaszku
Plac Umajjadów – plac w Damaszku w Syrii. Zbudowano przy nim kilka ważnych budynków takich jak: Ministerstwo Obrony, Operę Narodową Syrii i kwaterę główną syryjskich sił zbrojnych. Na placu stoi pomnik Miecza Damasceńskiego uważany za symbol miasta i przypomnienie „zwycięstw, siły i osiągnięć narodu syryjskiego”.

## Historia
Nazwa placu nawiązuje do dynastii Umajjadów, którzy w VII wieku wybrali Damaszek na stolicę swojego kalifatu. Od 1 września 1954 roku w okolicy placu przez miesiąc odbywały się Międzynarodowe Targi Damaszku. W 2004 roku przeniesiono je poza miasto tworząc niedaleko autostrady i lotniska nowe centrum targowe o powierzchni 1,2 mln m².

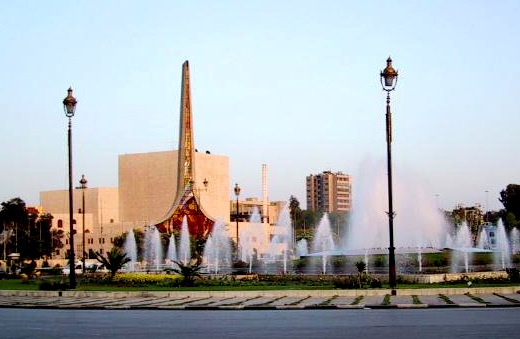
Pomnik Miecza Damasceńskiego przed Operą Narodową

Na początku lat 60. XX wieku przy placu ustawiono pomnik Miecza Damasceńskiego, który został odsłonięty podczas VII edycji Targów. Przez mieszkańców miasta był uważany za kolumnę targową. Wewnątrz umieszczono panel z flagami krajów uczestniczących w Targach, które zmieniano w każdym roku umieszczając flagi uczestniczących państw. Po przeniesieniu Targów do nowej siedziby dziekan Wydziału Sztuk Pięknych Ehsan Entebbe zastąpił flagi motywami geometrycznymi tworząc witraż. 
20 czerwca 2011 roku podczas wojny domowej w Syrii na placu miał miejsce wiec poparcia dla prezydenta al-Assada. Przy placu zbudowano kilka ważnych budynków takich jak: budynek Opery w Damaszku otwarty w 2004 roku, Biblioteki Narodowej Al-Assada,  telewizji syryjskiej, siedzibę sztabu generalnego syryjskich sił zbrojnych, budynek Ministerstwa Obrony czy hotel Sheraton.   